# سلولیت (تجمع چربی)

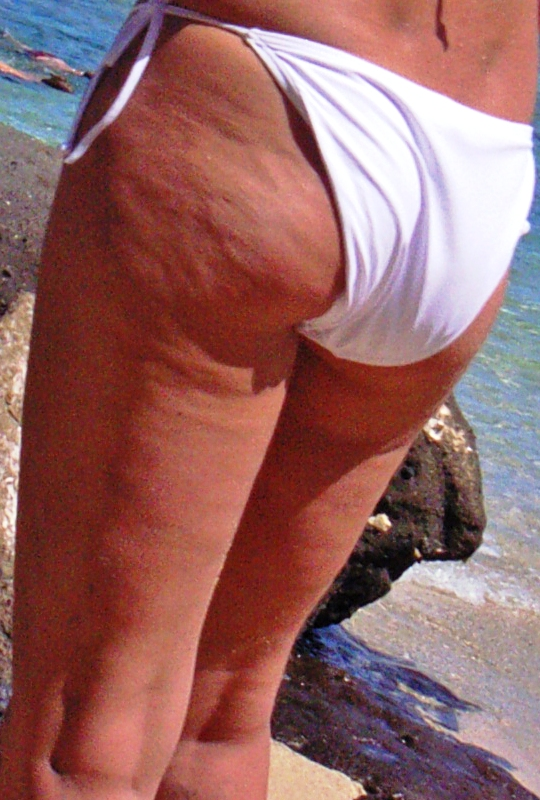
سلولیت توده‌هایی از چربی است که معمولاً در قسمت‌های باسن، ران و قسمت تحتانی بدن زنان ظاهر می‌شود.

تجمع بافت چربی در ناحیه‌ای از بدن را چاقی موضعی یا به عبارت دیگر سلولیت می‌نامند. سلولیت اصطلاحی است که برای مشخص کردن توده‌هایی از چربی که معمولاً در باسن، ران و قسمت تحتانی بدن زنان می‌باشد، به کار برده می‌شود. چربی " سلولیت " از نظر فیزیولوژیک مشابه چربی طبیعی بدن است. این تجمع چربی معمولاً به صورت فرورفتگی‌هایی روی پوست نواحی خاصی از بدن مانند بین زانو و استخوان مفصل ران و بین ران و کفل ظاهر می‌شود.
سلولیت (Cellulitis) را باید از واژه سلولیت (Cellulite) به معنی تجمع بد شکل چربیهایی در زیر پوست به خصوص در خانم‌ها که در سوخت و ساز آن‌ها اختلال به وجود آمده‌است افتراق داد.
این پدیده بدین صورت است که سلول‌های چربی در کیسه‌هایی، که در بین رشته‌های لایه‌های مختلف بافت پیوندی پوست نگه داشته می‌شوند، جمع می‌شوند. این رشته‌ها قابل گسترش نیستند، بنابراین به ویژه هنگامی که وزن افزایش می‌یابد یا پوست فشرده می‌شود، گلبول‌های چربی از شکل طبیعی خود خارج شده و به داخل فشرده می‌شوند و توده‌های پرتقالی شکلی از چربی را تولید می‌کنند.
پدیده سلولیت در زنان رایج تر است و به نظر می‌آید که هورمون زنانهٔ استروژن باعث می‌شود بیشتر چربی موجود در بدن زنان در اندام تحتانی (ران‌ها و باسن: جایی که " سلولیت " بیشترین بروز خود را دارد)، جمع شوند. اگر چه تئوری‌هایی مطرح می‌باشد که تأکید دارند عواملی از قبیل قابلیت ارتجاعی ضعیف پوست و ورزش نکردن در ایجاد سلولیت تأثیرداشته باشند ولی این موضوع به اثبات نرسیده‌است.
سلولیت گر چه یک عارضهٔ بالینی جدی محسوب نمی‌شود اما می‌تواند ظاهر نامطلوبی را ایجاد کند. همین ظاهر نامطلوب زمینه ارائه درمان‌های متفاوت را فراهم می‌کند. اگر چه درمان‌های زیادی مانند ماساژ یا کرم‌های بر طرف‌کنندهٔ سلولیت، برای رفع سلولیت ارائه شده‌اند اما متأسفانه بسیاری از این درمان‌ها به اندازه‌ای که ادعا می‌کنند مؤثر نیستند.

## علت‌ها
سلولیت به علت اتصال وترهای ریشه‌ای به پوست که به هم متصل هستند و پوست را به لایه ماهیچه‌ای زیرش متصل می‌کند، ایجاد می‌شود. وتر، پوست را به بافت‌های عمیق‌تر متصل می‌کند (به همراه لایه‌هایی از چربی که در بین شان است). هنگامی که سلول‌های چربی تجمع پیدا می‌کنند در جهت خلاف پوست کشیده می‌شوند در حالی که وترهای بلند و محکم به جلو هل داده می‌شوند و این باعث ایجاد خلل و فرج می‌شود.
همچنین عوامل زیر موجب ایجاد سلولیت می‌شوند:
- تحرک و ورزش نکردن: تحرک و ورزش باعث بهبود خون‌رسانی به بافت چربی زیر پوستی و سوخت و ساز بهتر چربی‌ها می‌شود.
- وراثت: بدین معنی که  اگر مادر شما سلولیت دارد شما هم احتمالا”‌ این فرورفتگی‌های بد شکل را در اندام‌های خود خواهید یافت.
- نوشیدن ناکافی آب: توصیه می‌شود روزانه شش تا هشت لیوان آب بنوشید.
- خوردن غذاهای چرب و ناسالم از نظر تغذیه‌ای
- سیگار کشیدن
- کاهش یا افزایش ناگهانی وزن
- جریان ناکافی سیستم لنفاوی
- جریان ناکافی خون در ناحیه زیر پوستی
- در معرض نور آفتاب قرار گرفتن به مقدار زیاد
- بعضی از آلرژی‌های غذایی
- پیروی از رژیم‌های غلط غذایی به منظور لاغر شدن

## علایم شایع
ظاهر سلولیت به صورت فرورفتگی‌هایی در پوست یا پوستی با سطح ناهموار است که گاهی شبیه پوست پرتقال می‌شود. حیطهٔ سلولیت بسیار گسترده است. موارد خفیف تر آن وقتی دیده می‌شود که اگر پوست را نیشگون بگیرید فرو رفتگی در پوستی که نیشگون گرفته‌اید ظاهر می‌شود.
در موارد خیلی شدید، سلولیت ظاهر پوست را چروکیده می‌کند و روی آن، نواحی پُر از برآمدگی و فرورفتگی دیده می‌شود.
سلولیت در نواحی بین زانو تا ران و کفل بسیار رایج است اما در نواحی دیگر مثل پستان‌ها، زیر شکم و بالای بازو هم وجود دارد.

## زمان برخورداری از مراقبت بالینی
سلولیت یک وضعیت پزشکی جدی نیست و درمان آن نیز ضروری نیست. در حقیقت خیلی از پزشکان سلولیت را به عنوان یک پدیده طبیعی در نظر می‌گیرند. این نوع سلولیت که کمی سطح پوست را مثل پوست پرتقال می‌کند، با چشم غیر مسلح هم قابل رؤیت است. در واقع سلولیت بیماری نیست، فقط نوعی ناهنجاری در زیبایی بدن ایجاد می‌کند. بیشتر، زنان هستند که دچار این نوع سلولیت هورمونی می‌شود.
سلولیت لایه‌ای سطحی است که روی پوست قرار می‌گیرد. با حجم گرفتن سلول‌های چربی (تجمع چربی)، احتباس آب (بر اثر گردش خون نامناسب و لمفاتیک) و فیبروز (تغییر فیبرهای کُلاژن) هم به آن اضافه می‌شود.
بر اساس پدیدهٔ اصلی می‌توان سلولیت‌ها را به ۳ نوع مختلف تقسیم کرد:
- چربی (بر اثر ذخیرهٔ بیش از حد چربی‌ها)
- فیبری (بر اثر اختلال در تولید کُلاژن)
- همراه با احتباس آب (بر اثر گردش خون نامناسب)

## فاکتورهای افزاینده شانس ابتلاء به سلولیت
- جنسیت: زنان به مراتب بیش از مردان مستعد ابتلاء به سلولیت هستند. شاید این بدان علت باشد که در زنان چربی به‌طور طبیعی در نواحی پایینی بدن (بین زانو و ران، کفل و ران) توزیع شده‌اند که نواحی رایج سلولیت هستند و قدرت ذخیرهٔ چربی در سلول‌های چربی مناطق مذکور چند برابر دیگر سلول‌های چربی است.
- استرس
- شیوه زندگی غیرفعال
- استفاده از داروهای ضد بارداری هورمونی
- تغییرات هورمونی در سنین مختلف زندگی زنان از قبیل بلوغ، بارداری، شیردهی و نیز یائسگی
- سن: با افزایش سن، سلولیت بیشتر می‌شود چرا که از الاستیسیتهٔ پوست کم می‌شود.
- وزن: افزایش وزن و چاقی می‌تواند سبب افزایش شانس ابتلاء به سلولیت شود.
- ژنتیک: این مشکل معمولاً خانوادگی است بنابراین ژنتیک نقش مهمی در پیشرفت سلولیت دارد.

## درمان
در صورت داشتن رژیم غذایی صحیح و نیز فعالیت بدنی کافی، استفاده از دستگاه‌هایی با تکنولوژی‌های جدید که توسط مراکز مجهز انجام می‌پذیرد، می‌تواند در اصلاح سلولیت مفید واقع گردد. وسایل، محصولات و کرم‌های زیادی ادعای درمان سلولیت را دارند که تنها بخشی از آن‌ها در کاهش سلولیت نقش دارند. اکثر برندهای معتبر آرایشی دنیا محصولات درمان سلولیت را تولید کرده‌اند که کارایی و اثربخشی آن‌ها در آزمون‌های متعدد مورد تأیید قرار گرفته‌است. همهٔ تکنیک‌های درمانی، درمان قطعی سلولیت نبوده و بدون ورزش و تغذیه مناسب بی تأثیر خواهند بود. تحقیقات نشان داده است که ماساژ پوست مجاور ناحیه سلولیت با قدرت کافی و منظم، می‌تواند در تغییر سایز و نیز ظاهر فرد مبتلا به سلولیت مفید واقع شود.
در استفاده از دستگاه‌های ماساژ دهنده مجدداً باید تأکید نمود که دو نکته اساسی نباید نادیده گرفته شود:
اول آن که از دستگاه‌های استاندارد برای این موضوع استفاده نمایید.
نکته دوم آن که این موضوع حتماً باید توسط افراد مجرب و آموزش دیده برای شما انجام پذیرد.
البته باید توجه داشت که این دستگاه‌ها در تغییر وزن مؤثر نیستند و برای نتایج بهتر درمانی، همراهی با یک رژیم غذایی مناسب و ورزش از ضروریات است.
به‌طور خلاصه درمان‌های رایج در حل معضل سلولیت عبارت هستند از:

### کاهش وزن
بر خلاف تصور خیلی از افراد که فکر می‌کنند فقط از چاقی موضعی یا سلولیت رنج می‌برند واقعیت آن است که خیلی از آنان به افزایش وزن کلی بدن یا چاقی هم مبتلا می‌باشند؛ لذا چه در آنان که از چاقی کلی رنج می‌برند یا فقط سلولیت مشکل آنان است کاهش وزن از طریق یک رژیم غذایی سالم و فعالیت بدنی منظم یکی از بهترین روش‌های درمانی خواهد بود.
کاهش وزن و انجام تمرینات کششی در ماهیچه‌های پا و ران و کفل می‌تواند سبب اصلاح شکل خلل و فرج‌های ظاهری پوست شود. البته لازم است ذکر شود که انجام ورزش‌های کششی سنگین در کوتاه مدت تغییری آن چنانی را به دنبال نخواهد داشت علاوه بر آن که معمولاً با دردهای اسکلتی به ویژه در ناحیه کمر همراه خواهد بود. از طرف دیگر فواید کاهش وزن از طریق رژیم غذایی به تنهایی، بدون انجام فعالیت بدنی منظم نیز خیلی محدود است، هر چند که بعد از کاهش وزن، برجستگی سلولیت کمتر می‌شود ولی به‌طور کامل محو نمی‌شود.

### لیزرو فرکانس‌های رادیویی
یکی از راه‌های درمانی ارئه شده، لیزر و استفاده از سیستم فرکانس‌های رادیویی باشد. معمولاً گفته می‌شود که هر دوی این سیستم‌ها سبب بهبود سلولیت بعد از دوره‌های درمانی ۲ بار در هفته می‌شود و نتایج تا ۶ ماه دوام دارد. اما این روش‌ها در طی سال‌های اخیر ارائه شده و معمولاً دارای استاندارد جهانی نبوده و فقط در بعضی از کشورها استفاده می‌گردند.

### لیپوساکشن
بعضی افراد جهت درمان سلولیت به لیپوساکشن متوسل می‌شوند. در طول لیپوساکشن، پزشک جراح یک تیوپ نازک را از طریق یک برش کوچک زیر پوست شما وارد می‌کند و بعد چربی را بیرون می‌کشد. گر چه لیپوساکشن اندام را متناسب می‌کند اما سلولیت را خارج نمی‌کند و می‌تواند ظاهر سلولیت را بدتر کند.

### ماساژبه همراه مکش یا اندرمولوژی
بعضی از درمان‌های سلولیت بر این پایه است که ماساژ با قدرت به همراه مکش سبب افزایش جریان خون می‌شود و نفوذ عروق خونی را در توده‌های کپسولی چربی امکان‌پذیر ساخته و بر این اساس باعث جابجایی سموم و کاهش حجم سلولیت می‌شود. در این روش منحصربه‌فرد که اندرمولوژی یا LPG نامیده می‌شود، از وسیله‌های دستی استفاده می‌کنند که پوست را بین غلتک قرار می‌دهد. شما بعد از مدتی متوجه تغییرات کمی در پوست می‌شوید. آنچه در این روش مهم است آن که مانند رادیوفرکوئنسی و نیز لیزر ۲ بار درهفته در یک دورهٔ ۱۰ جلسه‌ای باید انجام شود تا نتایج آن ظاهر گردد.
اندرمولوژی یکی از روش‌های جدید و پیشرفته در درمان سلولیت است که مزیت آن چنین است که اثربخشی آن مورد تأیید سازمان غذا و دارو آمریکا(FDA) قرار گرفته‌است. در این روش سیستم ماساژ با مکش ترکیب شده‌است و در واقع این روش نوعی از تکنیک ماساژ است. لازم است ذکر شود که اندرمولوژی در کنار دیگر روش‌های درمانی از جمله اصلاح رژیم غذایی و افزایش فعالیت بدنی، بسیار مفید واقع می‌شود. به‌طور طبیعی پس از ۶ جلسه از شروع درمان، نتایج این فرایند مشاهده می‌شود و هر چه که این درمان را ادامه دهید متوجه بهبو زیادی در سلولیت تان خواهید شد.

### مزوتراپی
این روند شامل تزریق محلولی شامل ترکیبی از آمینوفیلین، هورمون، آنزیم، عصاره‌های گیاهی و ویتامین و مینرال زیر پوست است. این درمان می‌تواند عوارض ناخواسته زیادی داشته باشد که شامل عفونت و جوش و سطح ناهموار روی پوست می‌شود.

### کرم‌های سلولیت
کرم‌ها که شامل ترکیبات مختلفی از جمله ویتامین‌ها، مینرال‌ها، عصاره‌های گیاهی و آنتی اکسیدان‌ها هستند، به عنوان درمان‌های سلولیت مشخص شده‌اند اما هیچ مطالعه‌ای نشان نداده که کرم‌ها سبب بهبودی گردند و در بعضی از موارد مواد موجود در این محصولات باعث جوش و واکنش‌های پوستی می‌شود.

## رژیم غذایی برای سلولیت
درمان سلولیت به‌طور خلاصه با رژیم غذایی، ورزش کردن و نیز ماساژ دادن تعریف می‌شود. یک رژیم غذایی با کالری پایین می‌تواند به کاهش دادن کالری مصرفی کمک کرده و چربی‌ها را از تشکیل سلولیت بازدارد. البته ذکر این نکته ضروری است که هیچ رژیم غذایی نمی‌تواند باعث شود چربی تنها از پایین‌تنه شما دور شود، مطمئناً چربی نواحی دیگر بدن شما نیز کاهش می‌یابد؛ ولی رژیم‌های غذایی منطقی که با کاهش وزن تدریجی همراه باشند معمولاً به کاهش حجم چربی بیشتر، در ناحیه‌ای که بیشترین تراکم چربی را دارد منجر می‌شوند.
ارکان یک رژیم غذایی مطلوب در سلولیت:
به عنوان یک اصل کلی، اگر رژیم غذایی خود را کنترل نمایید، سلولیت می‌تواند کاهش یابد. در این بخش به عنوان بخشی از مبارزه در جهت کاهش سلولیت بر اجزای اصلی یک رژیم غذایی سالم ضد سلولیت متمرکز می‌شویم.
یک رژیم غذایی ضد سلولیت با بهبود عملکردهای مرتبط؛ مثل جریان لنف و جریان خون در بدن در کاهش سلولیت مفید است. یک نکتهٔ مهم برای بهبود سلولیت و نیز برای بهبود روند سلامت کلی، تغذیه خوب و سالم و اجتناب از مصرف سموم غذایی و مصرف آب فراوان برای شستشوی سموم بدن و پاکسازی بدن از سموم است.
قانون اصلی در مورد رژیم غذایی مقابله‌کننده با سلولیت عبارت است از: محدود کردن مصرف چربی و فست فودها و بر خورداری از فعالیت بدنی مکفی.
در روند اصلاح رژیم غذایی می‌بایست اولاً مصرف رژیم غذایی پُر چرب نظیر محصولات لبنی چرب، غذاهای حاضری، غذاهای حاوی نگهدارنده‌ها، غذاهای روغنی و غذاهای شیرین حاوی شکر و غذاهای تصفیه شده را کاهش داد. این غذاها کالری اضافه را فراهم کرده و متابولیسم بدن را کند می‌نمایند که در نتیجه شانس ابتلاء به سلولیت را می‌افزایند.
مصرف فراوان میوه‌ها و سبزیجات: چرا که آن‌ها غنی از آنتی اکسیدان‌ها و پاک‌کننده‌های طبیعی بدن هستند و به کاهش سموم تجمع یافته و تصفیه بدن کمک می‌نمایند. در واقع مواردی مثل ژله، شکلات‌ها، همبرگر، چربی گوشت قرمز و… می‌توانند کالری بالایی دربرداشته باشند و نه تنها افراد را در معرض سلولیت قرار می‌دهند بلکه همچنین شانس ابتلاء به برخی عوارض مهم دیگر مثل افزایش سطوح کلسترول خون و افزایش سطوح هورمون‌های خون که می‌توانند منجر به بیماری‌های قلبی گردند را افزایش دهد.
از طرف دیگر می‌بایست از مصرف هر نوع الکل و دخانیات و هر ماده‌ای که بتواند متابولیسم بدن را کاهش دهد یا سطوح آنزیم‌ها و هورمون‌های بدن را تغییر دهد و در نهایت منجر به تشدید سلولیت گردد، اجتناب نمود.
میوه‌ها و سبزیجات تازه حاوی مقادیر فراوانی از ترکیبات فیبر، فیتو کمیکال‌ها و مواد معدنی ضروری هستند که به بدن در رفع سموم کمک کرده و تمام سیستم‌های بدن را بهبود می‌دهد و نهایتاً منجر به کاهش چربی‌هایی که در مناطق مختلف بدن تجمع می‌یابند می‌گردد.
میوه و سبزی‌ها شامل آنتی اکسیدان‌های طبیعی هستند که به کاهش تخریب بدن توسط رادیکال‌ها کمک می‌کنند.
ضمناً برخی از غذاهای خاص به کاهش سلولیت در بدن کمک می‌کنند از جمله توت‌ها، پرتقال، رازیانه، گوجه فرنگی، اسفناج، بروکلی، گشنیز، هویج، توت سیاه یا آبی، فلفل سیاه.
همه موارد مذکور بسیار کم کالری ولی حاوی مواد مغذی هستند و به حفظ وزن و همچنین بازسازی سطوح آنزیم‌ها و هورمون‌ها در بدن کمک می‌نمایند.
برخی متخصصین تغذیه نیز طرفدار مصرف روغن زیتون و روغن ماهی (شامل اسیدهای چرب امگا ۳) هستند. مصرف اسیدهای چرب ضروری و مفید به جای چربی‌های ناسالم مفید است و می‌بایست مصرف روغن‌های زیتون، بذر کتان، کانولا و گردو و همچنین روغن ماهی‌های آب سرد را در رژیم غذایی لحاظ نمود.
بعضی تصور می‌کنند که سمومی در بدن باعث ایجاد سلولیت می‌باشد؛ ولی هیچ مدرک علمی برای این موضوع وجود ندارد. با این وجود، بعضی از پزشکان معالجِ سلولیت، با این نظریه مخالف هستند و یک رژیم غذایی " پادزهر " (detoxing) را به عنوان درمان سلولیت ارائه می‌دهند. اگر چه یک رژیم غذایی پادزهر کمک می‌کند تا سلولیت، کمی بهتر شود ولی معمولاً به این دلیل است که رژیم‌های پادزهر، کم کالری هستند و بنابراین مُسبب کاهش وزن شده که این کاهش وزن باعث کاهش بافت چربی و نیز مایعات از محل سلولیت و در نهایت تغییر سایز خواهد بود. آنچه مسلم است بهبود سلولیت علاوه بر رژیم غذایی سالم نیازمند ورزش و فعالیت بدنی می‌باشد.

## پیشگیری از سلولیت
اگر چه هیچ راه قاطعی برای جلوگیری از ابتلاء به سلولیت وجود ندارد با این وجود توصیهٔ عمومی آن است که از افزایش وزن خودداری کنید چرا که زمینه بروز سلولیت در افراد چاق به مراتب بیشتر می‌باشد. جلوگیری از افزایش وزن با ترکیب تغذیه سالم و ورزش امکان‌پذیر خواهد بود. در انتخاب ورزش مناسب نیز باید ترکیب ورزش‌های هوازی و مقاومتی مورد استفاده قرار گیرد. در انجام تمرینات ورزشی حرکات کششی گرچه ضروری است ولی حفظ استحکام و مطلوبیت بافت پوست بسیار دشوار است.